# Forteresse de Zvečan
La forteresse de Zvečan (en serbe cyrillique : Звечански град ; en serbe latin : Zvečanski grad) est une forteresse située à Zvečan/Zveçan, au nord-ouest de la ville de Mitrovicë/Kosovska Mitrovica, au Kosovo. Construite au XIe siècle, elle est une des plus anciennes forteresses de l'Europe du Sud-est ; elle se dresse au sommet d'un ancien volcan et domine la rivière Ibar. Elle est inscrite sur la liste des monuments culturels d'importance exceptionnelle de la République de Serbie.

## Emplacement

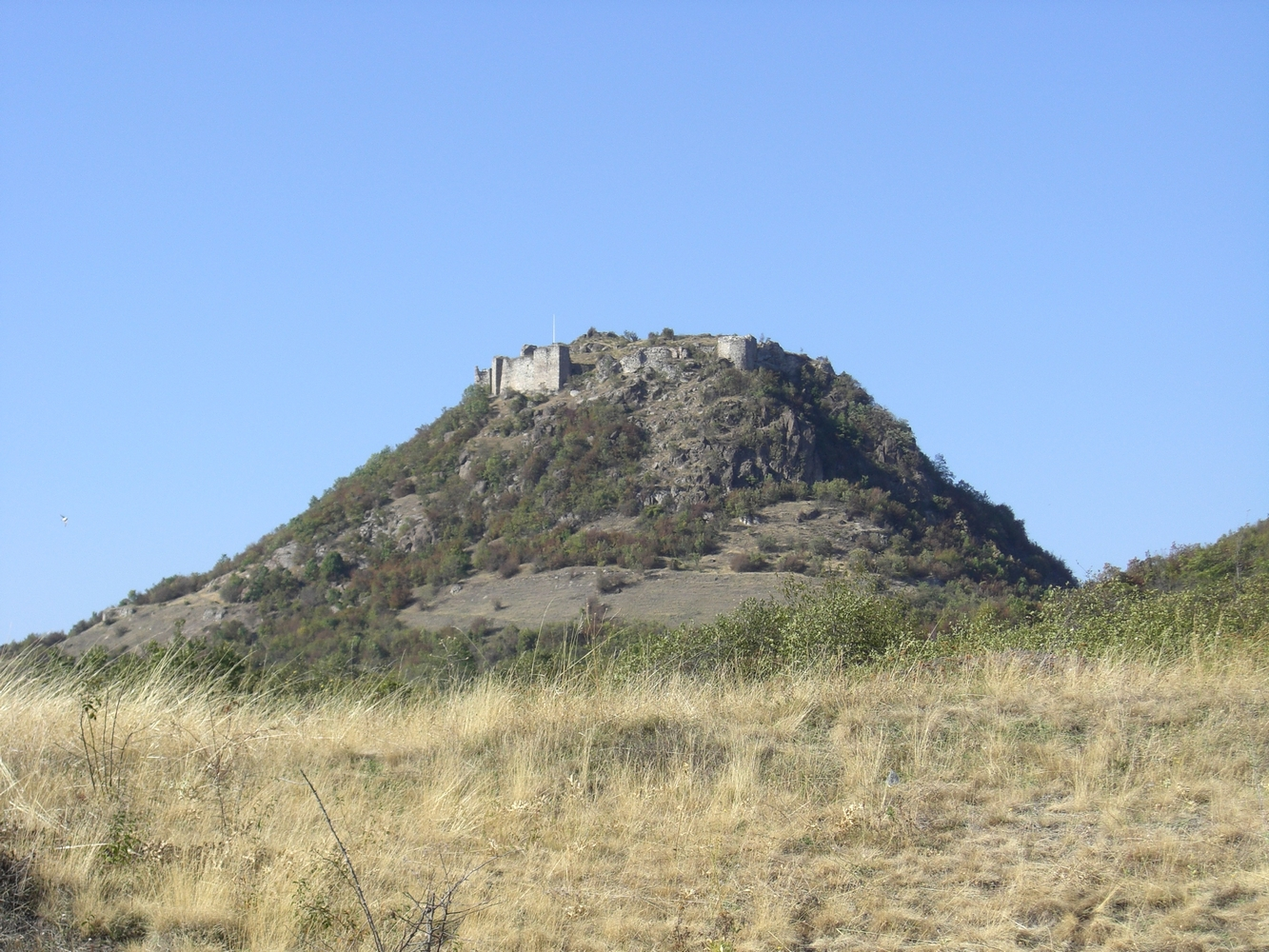
Vue de la forteresse

## Histoire
La forteresse de Zvečan a été édifiée au XIe siècle, sur la base d'une forteresse de l'époque romaine, qui elle-même, selon toute probabilité, succédait à un site fortifié de la Préhistoire. Située à la frontière de l'État médiéval serbe de Rascie, la forteresse gagna en importance en 1093, au moment où Vukan Vukanović se lança à la conquête de l'actuel Kosovo qui, jusqu'alors, faisait partie de l'Empire byzantin.
Une partie de la forteresse servit de cour à la dynastie serbe des Nemanjić ; Stefan Uroš III Dečanski y mourut en 1331. En 1389, après la bataille de Kosovo Polje, les Ottomans s'emparèrent de la forteresse et, sous leur contrôle, elle resta un site militaire important jusqu'au XVIIIe siècle. Elle fut alors abandonnée.

## Description
Dans la ville haute se trouvent les ruines de l'église Saint-Georges, des réservoirs et la tour principale de la forteresse, de forme octogonale. Les remparts sont renforcés de tours massives et, à l'ouest, se trouve l'entrée principale du lieu.

## Fouilles et restauration
Des recherches archéologiques mineures et quelques travaux de restauration ont été réalisés dans la période 1957-1960.